# Dijetetski mineral
Dijetetski minerali (mineralni nutrijenti) su hemijski elementi koji su neophodni svim živim organizmima, pored četiri elementa ugljenik, vodonik, azot, i kiseonik, koji su prisutni u većini organskih molekula. 
Minerali po redu zastupljenosti u ljudskom telu obuhvataju sedam glavnih minerala: kalcijum, fosfor, kalijum, sumpor, natrijum, hlor, i magnezijum. Važni elementi u tragovima, neophodni za život sisara, obuhvataju gvožđe, kobalt, bakar, cink, molibden, jod, i selen. 
Preko dvadeset minerala je neophodno sisarima, i još nekoliko raznim drugim formama života na Zemlji. Totalni broj minerala koji su apsolutno neophodni nije poznat za bilo koji organizam. Poznato je da su potrebne ultra male količine nekih mineral (npr., bora, hroma), ali je njihova precizna biohemijska priroda nepoznata, dok se za druge (npr. arsen, silicijum) pretpostavlja da imaju značaj, ali za to nema dokaza. 
Većina minerala koji ulaze u dijetarnu fiziologiju organizma se sastoji od jednostavnih jedinjenja hemijskih elemenata. Veći agregati minerala se moraju razložiti tokom apsorpcije. Biljke apsorbuju rastvorene minerale u zemljištu, koje naknadno koriste biljojedi i minerali se dalje prenose kroz lanac ishrane. Veći organizmi takođe mogu da konzumiraju zemljište (geofagija) i soli, čime obezbeđuju minerale nedostupne u hrani.
Bakterije imaju esencijalnu ulogu u atmosferskom dejstvu na stene koje rezultuje u oslobađanju nutrijenata za njihovu sopstvenu ishranu, kao i za ishranu drugih učesnika ekološkog lanca ishrane. Jedan mineral, kobalt, je dostupan za životinjskoj ishrani jedino nakon što ga bakterije ugrade u komplikovane molekule, kao što je vitamin B12. 

## Esencijalni hemijski elementi za sisare
Pojedini izvori navode šesnaest hemijskih elementa koji su neophodni za održavanje ljudskih biohemijskih procesa služeći strukturne i funkcionalne uloge, kao i elektroliti. Drugi izvori navode 26 elementa (uključujući vodonik, ugljenik, azot i kiseonik). Mnogi drugi element nemaju dovoljno istraženu funkciju. Većina dijetarnih elementa ima relativno nisku atomsku težinu, i znatnu rasprostranjenost:
Periodni sistem elemenata sa označenim esencijalnim elementima -{
| H  |    |    |    |    |    |    |    |    |    |    |    |    |     |    |     |    |     | He  |  |
| Li | Be |    |    |    |    |    |    |    |    |    |    |    | B   | C  | N   | O  | F   | Ne  |  |
| Na | Mg |    |    |    |    |    |    |    |    |    |    |    | Al  | Si | P   | S  | Cl  | Ar  |  |
| K  | Ca |    | Sc | Ti | V  | Cr | Mn | Fe | Co | Ni | Cu | Zn | Ga  | Ge | As  | Se | Br  | Kr  |  |
| Rb | Sr |    | Y  | Zr | Nb | Mo | Tc | Ru | Rh | Pd | Ag | Cd | In  | Sn | Sb  | Te | I   | Xe  |  |
| Cs | Ba | *  | Lu | Hf | Ta | W  | Re | Os | Ir | Pt | Au | Hg | Tl  | Pb | Bi  | Po | At  | Rn  |  |
| Fr | Ra | ** | Lr | Rf | Db | Sg | Bh | Hs | Mt | Ds | Rg | Cn | Uut | Fl | Uup | Lv | Uus | Uuo |  |
| -- | -- | -- | -- | -- | -- | -- | -- | -- | -- | -- | -- | -- | --- | -- | --- | -- | --- | --- |  |
|    |    |    |    |    |    |    |    |    |    |    |    |    |     |    |     |    |     |     |  |
|    |    |    | *  | La | Ce | Pr | Nd | Pm | Sm | Eu | Gd | Tb | Dy  | Ho | Er  | Tm | Yb  |     |  |
|    |    |    | ** | Ac | Th | Pa | U  | Np | Pu | Am | Cm | Bk | Cf  | Es | Fm  | Md | No  |     |  |

| Četiri osnovna organska elementa | Elementi u velikim količinama | Esencijalni elementi u tragovima | Predložena funkciju na osnovu biohemije, ali bez identifikovane biološke funkcije kod ljudi |

}-